# サーチ理論
ミクロ経済学において、サーチ理論（さーちりろん、英語：search theory）は即座に取引相手を見つけることができず、そのために商取引の前にパートナーを捜し求めなければならないような売り手や買い手についての研究である。探索理論とも呼ばれる。
サーチ理論は経済学の多くの領域で利用されている。労働経済学においては、労働者の就職活動において起こる摩擦的失業を説明するために用いられてきた。消費者行動分析では、購買決定を分析するために用いられてきた。労働者の観点から考えて引き受けられやすい仕事というのは、賃金が高く、望ましい利益を提供してくれ、快適で安全な労働環境の下で働けるものであり、 消費者の観点から考えて購入されやすい商品というのは、価格が安く、高い品質を持っているものだろう。いずれの場合にしろ、仕事や商品が受け入れられるかどうかは、市場にある代替品について探索する人が持っている考えに依存している。
より厳密な意味で言うと、サーチ理論は、選択の遅れによって損失を被る状況下で価値がそれぞれ異なる複数の選択肢がある時、個人の最適な選択を行うことを目的としている。
探索モデルは再選択を行った時の価値と、選択の遅れによる損失のバランスを釣り合わせる最も良い均衡点を示すものである。
数学的には、optimal stopping（最適な妥協点）を見つけだすために使われる。

## 完全情報からの探索
ジョージ・J・スティグラーは商品売買における情報や職業の探索を重要な問題だと提唱し、ジョン・J・マッコールは最近の仕事に基づいたoptimal stopping理論をベースにして、動的な職業探索のモデルを提唱した。マッコールの論文では、選択肢が完全情報的で不変、また貨幣の価値が不変であるとき、職業提供者が失業者に対して仕事を提供するか否かについて研究がなされている。
彼は、労働者が受け入れるであろう最も低い賃金である、「留保賃金」という観点によって職業探索の決定理論を特徴づけた。労働者は、提供された賃金が留保賃金より安ければ拒絶し、高ければ受け入れるという行動をとる。
もしマッコールによって考えられた条件が満たされなければ、時間の経過とともに留保賃金は変わる可能性がある。例えば、失業者の技能が衰える一方でなかなか職業にありつけないという状況下では、失業の期間が長ければ長いほど、受け入れる職場環境の基準は下がる。こういった場合には、失業者の留保賃金は時間の経過とともに下がる。同様に、もし彼らがリスク回避的であれば、職業探索によって徐々に生活資金が減っていくため、留保賃金は下がる傾向にある。また、留保賃金は業種によっても変わる。つまり、職種の間には補償差分があるといえるだろう。
マッコールのモデルによって、賃金提示が多様であればあるほど探索する労働者は有利になり、探索を行う期間が長引くかもしれないという面白い見解が示された。これは賃金提示額が多様であればあるほど、探索者は高い賃金提示を受けるかもしれないという期待をするため、高い留保賃金を設定し、したがって長期間待つからだと考えられる。また、低い賃金の提示については、それを拒絶する権利が探索者側にあるため、リスクとしての影響力をもたず、リスク回避的な人でさえ職業探しの期間が長くなりうる。
マッコールは失業者の賃金決定に関して、理論の枠組みを作ったが、これと似たような考察が、安い価格の商品を求める消費理論にも応用されうる。
この関係性からすると、消費者が商品に対して払いうる、最も高い価格のことを、「留保価格」を呼ぶことができるだろう。

## 不完全情報からの探索
市場の調査者が商品の価格について完全な情報を持っていないとき、追加的に調査することによって意味のある情報を得られる。それは、価格の範囲がどれくらいであるかという情報である。不完全情報から探索を行うことは、カジノのスロットで使われる"one-armed bandit"というスラングから、「多本腕バンディット問題」と呼ばれている。多本腕バンディット問題とは、スロットの配当がどのくらいかを調べる方法が、実際にスロットを回してみる他ないということを意味している。不完全情報からの最適な探索という命題は、ギティンズ指標などの分配指標を用いて研究されている。

## 価格分布の内生モデル
特定の価格分布に基づく最適な探索の研究は、ある財の取引が均衡に達しているにもかかわらず、なぜ複数の価格で売られているのかという問題を経済学者が考えるきっかけになった。つまり、これは一物一価の法則に反した現象といえるのである。しかしながら、買い手にどこで最低価格の商品が売られているかについての完全情報がないとき（つまり、探索が必要であるとき）、すべての売り手が同じ価格で財を提供するとは限らない。売り手の販売量と収益性間にあるトレードオフがその原因である。すなわち、高い値段をつけた場合には留保価格を高く設定している少数の消費者が財を購入し、低い値段をつけた場合には留保価格を低く設定している人も含めた多くの消費者が購入するため、売り手は複数の価格を提示しうる。

## マッチング関数
近年、マッチング関数という枠組みを用いて、就職活動をはじめとした様々な探索がマクロ経済学のモデルに組み入れられつつある。 ピーター・ダイアモンド、デール・モーテンセン、クリストファー・ピサリデスの3人はマッチング理論の功績を称えられ2010年のノーベル経済学賞を受賞した。
労働経済学でのマッチングのモデルでは、2つのタイプの探索が相互作用する。すなわち、新しい仕事の形成は、労働者の探索における意思決定と、会社の求人を出す意思決定との2つに依存するとしている。マッチングモデルには賃金格差についても扱うものもあるが、それを無視して簡素化されたモデルでは、仕事を始める前にランダムな長さの失業期間が生まれてしまうことのみを表現している。